# Klenät
Il klenät è un dolce diffuso in diversi Paesi dell'Europa settentrionale.

## Etimologia e storia
La parola klenät proviene dallo svedese klen ("snello"), un termine le cui origini basso sassoni lasciano pensare che il dolce abbia origini tedesche. I klenäter erano già presenti nelle tavole danesi del XIV secolo, e compaiono nei libri di cucina danesi e islandesi del XVIII e XIX secolo. Vengono anche citati in una poesia ottocentesca di Anna Maria Lenngren intitolata Grevinnans besök ("la visita della contessa"), narrante la storia di un pastore che, dopo aver invitato una nobile a cena, le offre un antipasto di klenät. Il dolce viene menzionato in diversi racconti natalizi di Selma Lagerlöf. Fra il diciannovesimo e il ventesimo secolo, l'affluenza di scandinavi emigrati negli USA contribuì a diffondere il dolce anche Oltreoceano.
Oggi i klenät presentano molte varianti diverse, vengono consumati durante le festività, e sono una specialità tipica dei Paesi scandinavi, soprattutto in Svezia, Islanda, Norvegia, Fær Øer, Groenlandia e Danimarca, nei Paesi baltici e nella Germania settentrionale.

## Caratteristiche e preparazione
Il klenät è uno gnocco a base di farina, tuorli d'uovo, zucchero, e margarina o burro che, dopo essere stato ricoperto nella pellicola trasparente e lasciato riposare per due ore in un luogo freddo, viene fritto nell'olio o nello strutto. I klenät possono essere insaporiti con zucchero, succo di limone, alcolici come il brännvin o il cognac, o acqua miscelata con acido acetico. Quando non viene fritto, l'impasto si può conservare in frigorifero per una settimana.

## Alimenti simili
In Islanda vengono preparati i simili kleina, che vengono modellati con un'apposita rotella per dolci e insaporiti con il cardamomo. I kleina hanno origini antiche e venivano un tempo fritti nel sego ovino.
In Norvegia, i klenät si chiamano fattigmann ("povero"), o fattigmannbakkel ("pasticcere povero"), perché, secondo un'idea diffusa, il dolce era così costoso da impoverire chiunque li comprasse. I fattigmann sono fatti con la cannella, il cardamomo, e contengono un pizzico di cognac.
In Cile esistono anche dei dolci invernali simili che prendono il nome di calzones rotos (letteralmente "mutande rotte").